# Gerhard Heldmaier
Gerhard Walter Heldmaier (* 3. August 1941 in Schrozberg) ist ein deutscher Zoologe und Tierphysiologie.

## Leben
Heldmaier wurde 1969 bei Franz Peter Möhres an der Universität Tübingen in Zoologie promoviert (Die Thermogenese der Mausohrfledermaus (Myotis myotis Borkh.) beim Erwachen aus dem Winterschlaf). Als Post-Doktorand war er am ARC Institute for Animal Physiology in Babraham (1972), an der Universität Gießen (Institut für Physiologie, 1971) und am Max-Planck-Institut für Verhaltensphysiologie in Andechs (1968 bis 1970 und 1973 bis 1976) bei Jürgen Aschoff, dessen Assistent er 1973 wurde. 1975 habilitierte er sich an der Ludwig-Maximilians-Universität München; bereits als Assistent am Max-Planck-Institut wurde er Mitglied im DFG-Schwerpunktprogramm Physiologische Mechanismen ökologischer Anpassung von Tieren. 1976 wurde er als Professor für Stoffwechselphysiologie an die Goethe-Universität Frankfurt am Main berufen, wo er 1980 bis 1981 Direktor des Zoologischen Instituts war. 1982 wurde er Professor für Tierphysiologie an der Philipps-Universität Marburg. Von 2004 bis 2009 war er zudem als Vizepräsident der Universität tätig.

## Werk
Heldmaier erforschte Stoffwechselvorgänge von endogenen Tieren wie Säugern und Vögeln, insbesondere im Winterschlaf, Torpor und in der saisonalen Anpassung, die Thermogenese, Regulation der Temperatur und des Gewichts und die Bioenergetik von Mitochondrien (Rolle des Uncoupling Protein, UCP). Als Versuchstiere dienten ihm insbesondere der Dsungarische Zwerghamster, verschiedene Mäuse, Siebenschläfer und Alpenmurmeltier und er untersuchte die physiologischen Mechanismen der Anpassung zum Beispiel an Kälteperioden und Trockenzeiten, die er bis hinab zur Ebene der Molekularbiologie und -genetik mit den entsprechenden experimentellen Methoden untersuchte. Daneben untersuchte er aber auch wechselwarme Tiere wie Eidechsen und Bienen.
In den 1970er Jahren entdeckte er, dass die Bildung von Braunem Fettgewebe durch das Hormon Melatonin angeregt wird, das wiederum bei abnehmender Tageslänge vermehrt ausgeschüttet wird und so Fettreserven für den Winterschlaf schafft.
An seinem Institut wurde unter anderem entdeckt, dass auch Affen (Madagassische Mausmakis) prinzipiell zum Winterschlaf (saisonale Reduktion der Körpertemperatur) fähig sind. Dank der Forschung seiner Gruppe setzte sich die Ansicht durch, dass grundsätzlich alle Warmblüter in mehr oder weniger großem Umfang Körpertemperatur und damit Energieverbrauch als Reaktion auf Umweltbedingungen herunterfahren können. Der damit eingeleitete Paradigmenwechsel hatte auch Auswirkungen in der Humanmedizin. Heldmaier widerlegte auch die Ansicht, dass allein die Reduktion der Körpertemperatur für den geringeren Energieverbrauch verantwortlich ist.
2006 entdeckte er einen Mechanismus des Fettabbaus im Gewebe. Dazu sind Lipasen nötig, wie die Adipose triglyceride lipase (ATGL), deren Inaktivierung in Genmäusen unter anderem zur Fetteinlagerung im Herzen und vorzeitigem Tod führte. Das Enzym spielt auch eine Rolle in der Thermogenese bei der Kälteanpassung und bei der Insulinresistenz (wenn weniger ATGL zur Verfügung steht steigt der Glukoseverbrauch und in der Folge die Glukosetoleranz).

## Ehrungen, Mitgliedschaften, Herausgeberschaft
2008 erhielt er die Karl-Ritter-von-Frisch-Medaille der Deutschen Zoologischen Gesellschaft.
Heldmaier war Vorsitzender der Senatskommission für tierexperimentelle Forschung der Deutschen Forschungsgemeinschaft. Seit 2004 war er Vorsitzender des Fachkollegiums Zoologie der DFG, in deren Senat er ebenfalls Mitglied war. 1997/98 war er Präsident der Deutschen Zoologischen Gesellschaft. Er war Präsident der International Hibernation Society.
Er ist Herausgeber des Journal of Comparative Physiology B.

## Schriften
- mit Gerhard Neuweiler: Vergleichende Tierphysiologie, 2 Bände. Springer, 2004 (Band 1: mit Neuweiler: Neuro- und Sinnesphysiologie, Band 2: G. Heldmaier: Vegetative Physiologie)
- mit Dietrich Werner (Hrsg.): Environmental Signal Processing and Adaptation. Springer Verlag, 2003
- mit Martin Klingenspor (Hrsg.): Life in the Cold. Springer Verlag, 2003

Einige Aufsätze (weitere Aufsätze sind in den Fußnoten zitiert):
- Zitterfreie Wärmebildung und Körpergröße bei Säugetieren. In: Zeitschrift für vergleichende Physiologie, Band 73, 1971, S. 222–248
- mit S. Steinlechner, J. Rafael, P. Vsiansky: Photoperiodic control and effects of melatonin on nonshivering thermogenesis and brown adipose tissue. In: Science, Band 212, 1981, S. 917–919
- mit Thomas Ruf: Body temperature and metabolic rate during natural hypothermia in endotherms. In: J Comp Physiol B, Band 162, S. 696–706
- Physiology. Life on low flame in hibernation. In: Science, Band 331, 2011, S. 866–867